# 千葉敏郎
千葉 敏郎（ちば としお、1926年4月30日 - 2010年）は、日本の俳優。千葉県出身。本名は鈴木 登四男（すずき としお）。

## 来歴・人物
明治大学卒業後に1950年に大映入社（大映ニューフェース6期生）。1953年に映画『社長秘書』で千葉 登四男名義で正式デビュー。1958年に千葉 敏郎に改名。1965年に大映を退社するまでに100本以上の映画に強面の斬られ役などの端役で出演した。
テレビドラマに活動の場を移してからも、主に時代劇でヤクザの親分や用心棒の浪人役などで強い印象を残し、1980年代頃まで活躍した。とりわけ近衛十四郎主演の素浪人シリーズ『素浪人 花山大吉』などへの出演は多い（いずれも悪役としての出演）。

## 主な出演作品

### 映画
- 新やじきた道中（1952年、大映）
- 社長秘書（1953年、大映）
- 銭形平次捕物控 金色の狼（1953年、大映）
- 番町皿屋敷 お菊と播磨（1954年、大映） - 勘助
- あばれ鳶（1956年、大映） - は組の半次
- 新・平家物語 静と義経（1956年、大映）
- 怪猫五十三次（1956年、大映）- 原小平太
- 編笠権八（1956年、大映） - 菊地左次馬
- 銭形平次捕物控 八人の花嫁（1958年、大映） - 舘三十郎
- 花太郎呪文（1958年、大映）
- 消えた小判屋敷（1958年、大映）
- 日蓮と蒙古大襲来（1958年、大映）
- 月の影法師 消えゆく能面（1958年、大映）
- 月の影法師 山を飛ぶ狐姫（1958年、大映）
- ふり袖纏（1958年、大映） - 小頭栄助
- 忠臣蔵（1958年、大映） - 山岡平八郎
- 白蛇小町（1958年、大映） - 矢島大助
- 赤胴鈴之助 黒雲谷の雷人（1958年、大映） - 遠山兆雲
- 大映の水戸黄門漫遊記（1958年、大映） - 渥美格之進
- 伊賀の水月（1958年、大映） - 星合段四郎
- かげろう絵図（1959年、大映）
- ジャン有馬の襲撃（1959年、大映） - 高橋主水
- 関の弥太っぺ（1959年、大映） - 平手造酒
- 大江山酒天童子（1960年、大映） - 鬼童丸
- 続次郎長富士（1960年、大映） - 梅吉
- 大菩薩峠（1960年、大映）
- 忠直卿行状記（1960年、大映）
- 釈迦（1961年、大映） - グリハ
- 風と雲と砦（1961年、大映）
- 黒い三度笠（1961年、大映）
- 沓掛時次郎（1961年、大映） - 赤田三十郎
- 水戸黄門海を渡る（1961年、大映） - ギルタン
- 座頭市物語（1962年、大映） - 飯岡乾分政吉
- 忍びの者（1962年、大映） - 九度兵衛
- 雪之丞変化（1963年、大映） - 浪人
- 風来忍法帖（1965年、大映）
- 姿三四郎（1965年、大映） - 虎吉
- 怪竜大決戦（1966年、東映） - 百々兵衛
- やくざ刑罰史 私刑!（1969年、東映） - 大村軍治
- 日本暗殺秘録（1969年、東映） - 星亨
- 殺し屋人別帳（1970年、東映） - 敏
- 監獄人別帳（1970年、東映） - 緒方
- 鉄砲玉の美学（1973年、東映） - ヤクザの幹部（声の出演）
- お釈迦様（1978年、宝塚映画） - 増田長盛

など

### テレビドラマ
- まぼろし城（1964年、KTV / 宝塚映画）
- 素浪人 月影兵庫（NET / 東映）
  - 第1シリーズ 第7話「赤鞘だけが知っていた」（1965年）
  - 第2シリーズ 第100話「尼さん酒をのんでいた」（1968年）
- 鉄道公安36号 第144話「超特急で追え」（1966年、NET / 東映）
- 特別機動捜査隊 第219話「007はテーブルナンバー」（1966年、NET / 東映）
- 銭形平次（CX / 東映）
  - 第16話「地獄の投げ銭」（1966年） - 望月左源太
  - 第39話「奪われた短筒」（1967年） - 津山才兵ヱ
  - 第55話「鬼女の琴」（1967年） - 坂井一郎太
  - 第73話「首なし佛」（1967年） - 愛田
  - 第112話「腹切り侍」（1968年） - 鈴木一策
  - 第135話「呪われた能面」（1968年） - 巽新八
  - 第150話「謎の供養料」（1969年） - 助松
  - 第184話「武家の世の中」（1969年） - 大野
  - 第194話「鬼子母神参り」（1970年） - 浅吉
  - 第271話「虚無僧絵図」（1971年） - 三好
  - 第458話「ある母の願い」（1975年） - 曲木
  - 第470話「甲州獄門坂」（1975年） - 政五郎
  - 第530話「風前の灯」（1976年） - 野中甚九郎
  - 第551話「花と泥」（1976年） - 鳴松
  - 第617話「おゆき」（1978年） - 又五郎
  - 第645話「母娘草紙」（1978年） - 辰造
  - 第772話「恐怖の影」（1981年） - 吉兵ヱ
  - 第803話「偽証」（1982年） - 墓石職人
- 新吾十番勝負 第10話「きつね御殿」（1966年、TBS / 松竹テレビ室）- 田所甚内
- 部長刑事 第462話「殺人者に罪はない」（1967年、ABC）
- 仮面の忍者赤影 第29話「忍法山彦変化」、第30話「蟻怪獣ガバリ」（1967年、KTV / 東映） - 原田伝八郎（織田信長家臣）
- 旅がらすくれないお仙 第45話「宝がぬれてるわ」（1968年、NET / 東映）
- 素浪人 花山大吉（NET / 東映）
  - 第3話「男が男に惚れていた」（1969年）
  - 第14話「風の岬に鬼がいた」（1969年）
  - 第24話「貴様と俺とは逆だった」（1969年）
  - 第34話「海にもぐれぬ海女もいた」（1969年）
  - 第46話「赤ちゃんお手柄立てていた」（1969年）
  - 第55話「大酒喰らって冴えていた」（1970年）
  - 第63話「火を噴く島に惚れていた」（1970年）
  - 第78話「二人揃って足出した」（1970年）
  - 第95話「興奮しただけ無駄だった」（1970年）
- あゝ忠臣蔵（KTV / 東映）
  - 第6話「涙の城明け渡し」（1969年）
  - 第25話「矢頭右衛門七 母悲し」（1969年） - 浪人
- 水戸黄門（TBS / C.A.L）
  - 第1部 第9話「黄金の谷 -御油宿-」（1969年） - 浪人
  - 第4部（1973年） 
    - 第14話「落ちて来たおしら様 -弘前-」 - 山目付
    - 第35話「旅こそ人生 -水戸-」 - 利兵衛の仲間

  - 第6部 第11話「黄門さまの縁むすび -出雲-」（1975年）- 借金取り
  - 第7部 第32話「高嶺の花が俺の嫁‼ -高崎-」（1976年） - 高崎藩士
  - 第8部 第8話「骨身にこたえた母の愛 -吉田-」（1977年） - 文七
  - 第9部 第8話「荒野の襲撃 -三戸-」（1978年） - 甚内
  - 第11部
    - 第4話「悪を斬る紅緒の三度笠 -山形-」（1980年） - 窪田峰太郎
    - 第21話「初春 黄門さまの用心棒 -秩父-」（1981年） - 手付梶原

  - 第12部
    - 第17話「備前緋襷兄弟茶碗 -岡山-」（1981年） - 元締
    - 第22話「秘伝の薬で悪退治 -富山-」（1982年）- 伊蔵

  - 第13部 第10話「尾張名古屋の妖怪退治-尾張-」(1982年12月20日)　- 供侍
- 大岡越前（TBS / C.A.L）
  - 第1部（1970年）
    - 第4話「慕情の人」 - 侍
    - 第21話「父なればこそ」 - ごろつき庄五郎

  - 第5部 第4話「恐怖!雨の夜の辻斬り」（1978年） - 火盗改与力
- 軍兵衛目安箱 第4話「春十年」（1971年、NET / 東映）
- 遠山の金さん捕物帳（NET / 東映）
  - 第43話「駆け落ちした女」（1971年）- 紋太
  - 第59話「次郎長を振った女」（1971年）- 荒木
  - 第68話「泥棒志願の男」（1971年）- 大場新十郎
  - 第89話「喧嘩を仕組んだ男」（1972年）- 笹山右京之亮
  - 第99話「狩られた女」（1972年）- 陣場左内
  - 第118話「密偵をやめた女」（1972年）
  - 第157話「顔のつぶれた男」（1973年）- 千蔵
- 清水次郎長 第5話「火祭り三度笠」（1971年、CX / 東映） - 井沢政之進
- 世なおし奉行 第16話「空っ風非情」（1972年、NET / 東映） - 石崎
- 忍法かげろう斬り 第1話「オレは幕府のイヌじゃない」（1972年、KTV / 東映） - 八代左馬之助
- 荒野の素浪人 第2シリーズ 第9話（NET / 三船プロダクション）
  - 第1シリーズ 第54話「銃撃 地獄の用心棒」（1972年） - 熊井玄八
  - 第2シリーズ 第9話「流浪の女」（1974年） - 大沼陣内
- 江戸巷談 花の日本橋 第15話「はやみみ繁盛記」（1972年、KTV / 東映） - 榊原主膳
- 素浪人 天下太平（NET / 東映）
  - 第2話「ここは江戸から何十里」（1973年） - 吉辺
  - 第18話「本物偽物三度笠」（1973年） -
- 白獅子仮面 第7話 - 第13話（1973年、NTV）- 火焔大魔王（声の出演）※2代目
- 必殺シリーズ（ABC / 松竹）
  - 必殺仕掛人 第13話「汚れた二人の顔役」（1972年） - 田町の佐七
  - 必殺仕置人（1973年）
    - 第6話「塀に書かれた恨み文字」 - 御徒組 戸浦多三郎
    - 第22話「楽あれば苦あり親はなし」 - 源次

  - 助け人走る（1973年）
    - 第2話「仇討大殺陣」 - 間垣玄斉
    - 第9話「悲願大勝負」 - 杵淵左内
    - 第28話「国替大精算」 - 玄八

  - 暗闇仕留人（1974年） 
    - 第16話「間違えて候」 - 矢野一鉄
    - 第27話「別れにて候」 - 万造

  - 必殺仕置屋稼業 第21話「一筆啓上 逆夢が見えた」（1975年） - 樋口
  - 必殺仕業人 第6話「あんた この裏切りどう思う」（1976年） - 用心棒
  - 必殺からくり人 第2話「津軽じょんがらに涙をどうぞ」（1976年） - 弥蔵の配下
  - 必殺からくり人・血風編 第9話「小判が眼をむく紅い闇」（1976年） - 源田
  - 新・必殺仕置人（1977年）
    - 第4話「暴徒無用」 - 浪人 高木
    - 第15話「密告無用」 - 師範

  - 新・必殺からくり人 第10話「東海道五十三次殺し旅 -桑名-」（1978年） - 守村勘十
  - 江戸プロフェッショナル・必殺商売人（1978年）
    - 第5話「空桶で唄う女の怨みうた」 - 与力
    - 第24話「罠にはまって泣く主水」 - 深瀬

  - 必殺仕事人
    - 第1話「主水の浮気は成功するか?」（1979年） - 長次
    - 第44話「艶技鬼面潰し」（1980年） - 妻木伊勢之介

  - 新・必殺仕事人
    - 第19話「主水 夜長にガッカリする」（1981年） - 小谷
    - 第46話「主水 火の用心する」（1982年） - 与力 瀬川

  - 必殺仕切人 第4話「もしも狼男が現れたら」（1984年） - 忠四郎
- 荒野の用心棒 第28話「虐殺の丘に女の復讐が燃えて…」（1973年、NET / 三船プロダクション） - 蒲生鉄斉
- 斬り抜ける 第2話「松平はずし」（1974年、ABC / 松竹） - 深編笠の浪人
- 徳川三国志 第15話「左甚五郎昇り竜」（1975年、ABC / 東映） - 郡司
- 大江戸捜査網（12ch→TX / 三船プロ）
  - 第200話「暗殺者たちの罠」（1975年） - 生田主膳
  - 第263話「ふたり隠密、華麗に参上!」（1976年）
  - 第358話「嘘八百に賭けた夢」（1978年） - 藤倉配下の浪人
- プレイガールQ 第58話「ラブ・ホテル殺人事件」（1975年、12ch / 東映） - 安脇康之助
- 遠山の金さん 杉良太郎版 （NET/東映）
  - 第1シリーズ
    - 第48話「長命庵に散った夢」（1976年）- 鬼火の又五郎
    - 第56話「可愛い女」（1976年）- 野中三十郎
    - 第83話「しじみに咲く花」（1977年）- 鬼勝
    - 第98話「金のなる木を持つ稼業」（1977年）- 前澤多門

  - 第2シリーズ
    - 第24話「死を商う男」（1977年）- 深草甚内（1979年）
- 子連れ狼 第3シリーズ 第13話「胸底の月」（1976年、NTV / ユニオン映画）
- 桃太郎侍（NTV / 東映）
  - 第14話「祭囃子に咲いた恋」（1977年） - 吉五郎
  - 第39話「嘘つき小僧が飛んで来た!」（1977年） - 橋場左内
  - 第105話「北の岬の渡り鳥」（1978年） - 羽黒石
- 江戸を斬るIII 第5話「人情遠山裁き」（1977年、TBS / C.A.L）- 六助
- 疾風同心 第15話「盛り場の用心棒」（1978年、東京12チャンネル / C.A.L） - 田所
- 柳生一族の陰謀 第26話「幽霊船と消えた三十人」（1978年、KTV / 東映） - 伊村頼母
- 鬼平犯科帳 第16話「火つけ船頭」（1980年、ANB / 東宝＝中村プロダクション）
- 長七郎天下ご免! 第31話「黄金の肌のたまご焼」（1980年、ANB / 東映） - 中島
- 悪党狩り 第5話「折れた十手」（1980年、東京12チャンネル / 松竹） - 深町
- 影の軍団II 第10話「幽霊が残した赤い椿」（1981年、KTV / 東映） - 三崎屋久造
- 吉宗評判記 暴れん坊将軍（ANB / 東映）
  - 第2話「素晴らしき藪医者」（1978年） - 大関鬼十郎
  - 第63話「一六勝負に散った花」（1979年） - 手塚陣太夫
  - 第66話「だるまが笑った上州路」（1979年） - 三好主人
  - 第78話「天下を狩る男」（1979年） - 大沼八右衛門
  - 第109話「天下晴れてのつまみ喰い」（1980年） - 脇坂帯刀
  - 第123話「女親分!め組のおさい」（1980年） - 諸角外記
  - 第140話「天下御免のあばれ槍」（1981年） - 芹沢助十郎
  - 第159話「お仲成仏 灯籠ながし」（1981年） - 相良九十郎
  - 第178話「土俵に賭けた舞扇」（1981年） - 工藤
  - 第201話「酔いどれ十手一番手柄」（1982年） - 楢山織部
- 暴れん坊将軍II 第64話「天誅!窓ぎわの反乱!」（1984年） - 田島平左衛門
- お命頂戴! 第7話「父娘血涙の拷問蔵」（1981年、TX / 歌舞伎座テレビ）
- 斬り捨て御免! （TX / 歌舞伎座テレビ）
  - 第1シリーズ（1980年） 
    - 第6話「捨て身の勝負 江戸の花」 - 旗本 乾
    - 第19話「闇夜に笑う天狗の面」 - 池上

  - 第2シリーズ（1981年） 
    - 第15話「闇夜になく母子鶴」 - 矢沢堪十郎
    - 第23話「死を呼ぶ子守唄」 - 矢崎

  - 第3シリーズ（1982年）
    - 第5話「やわ肌が乱れる地獄島潜入」 - 地五郎
    - 第17話「湯殿で襲われた女賭博師」 - 伝九郎
- 時代劇スペシャル 忍者狩り（1982年、CX / 東映） - 重役
- 眠狂四郎円月殺法（1982年、TX / 歌舞伎座テレビ）
  - 第3話「みだれ肌からくり女妖剣 -戸塚の巻-」 - 甚六
  - 第9話「はぐれ三味線運命剣 -蒲原の巻-」 - 疋田
- 眠狂四郎無頼控 第4話「光る白刃に燃える女」（1983年、TX / 歌舞伎座テレビ） - 仁兵衛
- 京都マル秘指令 ザ新選組 脅迫8「日本一の学者をサハラ砂漠へ放り出すぞ!」（1984年、ABC / 松竹）
- 暴れ九庵 第17話「夢路をたどる二人三脚」（1984年、KTV / 東宝）
- 太陽にほえろ!PART2 第11話「神戸・愛の暴走」（1987年、NTV / 東宝） - 榊原健造 ※千葉登四男名義

など